# Гонзага, Родольфо
Родольфо Гонза́га (итал. Rodolfo Gonzaga; 18 апреля 1452, Мантуя, маркграфство Мантуя — 6 июля 1495, Форново, маркграфство Мантуя) — представитель дома Гонзага, маркграф Кастель-Гоффредо, Кастильоне и Сольферино, синьор Луццары. Сын Лудовико III, маркграфа Мантуи и Барбары Бранденбургской.
Кондотьер на службе Миланского, Флорентийского и Бургундского герцогств, Венецианской республики и Папского государства с 1469 по 1495 год. Носил звание капитана кавалерии. Погиб в сражении при Форново во время Первой итальянской войны.

## Биография
Родился в Мантуе 18 апреля 1452 года в многодетной семье мантуанских маркграфа Лудовико III и маркграфини Барбары Бранденбургской. Как и всех младших сыновей владетельных семейств той эпохи, его с детства готовили к военной карьере. В 1463 году он был посвящён в рыцари Фридрихом III, императором Священной Римской империи.
В 1469 году поступил на службу к Карлу Смелому, герцогу Бургундскому, и пребывал в его армии во Фландрии в течение года. С 1471 до 1473 год находился на службе у римского папы Сикста IV. В 1474 году был нанят Флорентийской республикой.
В 1478 году, после смерти отца, некоторое время носил титул маркграфа Кастель-Гоффредо, Кастильоне и Сольферино, вместе с братом Лудовико, епископом Мантуанским. Но император признал за ним только титул сеньора этих земель, а также Луццары и Повильо.
В 1481 году женился на Антонии Малатеста, незаконнорождённой дочери сеньора Римини. Спустя год, находясь в Ферраре, он заразился чумой, но выжил. В это время ему донесли, что в его отсутствие жена завела себе любовника, которым был её учитель танцев Фернандо Флорес-Кубильяс. На Рождество 1483 года Родольфо внезапно вернулся в замок в Луццаре, где застал любовников в постели. Фернандо был убит им сразу. Антонию он выволок во двор, где заставил просить у себя прощения, после чего убил ударом кинжала по голове.
В 1484 году Родольфо женился на Екатерине Пико делла Мирандола, дочери сеньора Мирандолы и графа Конкордии, вдовы Лионелло Пио-Савойского, сеньора Карпи.
В 1485 году, вместе с братьями Джанфранческо и Лудовико, участвовал в заговоре против племянника Франческо II, маркграфа Мантуанского. Заговорщики были изобличены. Родольфо приговорили к ссылке в его замок в Луццаре. В 1491 году он примирился с племянником и был им прощён.
Укрепил крепость Луццары, которую избрал своей главной резиденцией. Строительными работами руководил, приглашённый им, архитектор Лука Фанчелли. Также укрепил крепость Кастильоне, доверив эту работу известному строителю оборонительных сооружений, архитектору Джованни да Падова.
Во время Первой итальянской войны находился на службе у Венецианской республики, воевавшей с королевством Франция. Погиб в битве при Форново с 5 на 6 июля 1495 года. Его тело было погребено в усыпальнице рода Гонзага в церкви святого Франциска в Мантуе.

## Браки и потомство
11 января 1481 года в Мантуе был заключён брак между принцем Родольфо Гонзага и Антонией Малатеста (1451 — 25 декабря 1483), дочери Сиджизмондо Пандольфо Малатеста, сеньора Римини и Изотты дельи Атти. Принц зарезал жену, уличив её в супружеской неверности. В этом браке детей не было.
В 1484 году он женился во второй раз на Катерине Пико (1454 — 5 декабря 1501), дочери Джанфранческо I Пико, сеньора Мирандолы и Конкордии и Джулии Байярдо. В этом браке у супругов родились шестеро детей:
- Джанфранческо (2 февраля 1488 — 18 декабря 1525), синьор Луццары;
- Луиджи Алессандро (20 апреля 1494 — 19 июля 1549), синьор Кастильоне и Сольферино;
- Паола (1486 — 30 мая 1519), в 1501 году сочеталась браком с Джан Никколой Тривульцио[итал.] (1479—1512), маркграфом Виджевано;
- Лукреция (род. и ум. 30 сентября 1490), умерла вскоре после рождения;
- Барбара (род. и ум. 30 сентября 1490), умерла вскоре после рождения;
- Джулия (16 марта 1493 — 25 ноября 1544), монахиня в монастыре Святого Павла в Мантуе.

У него также были два незаконнорождённых ребёнка, которые были им узаконены:
- Этторе, кондотьер на службе Миланского герцогства и Венецианской республики, сочетался браком с Корнелией да Корреджо из рода сеньоров да Корреджо;
- Катерина, сочеталась браком с графом Оттавионо ди Монтевеккьо[2].